# باكاو

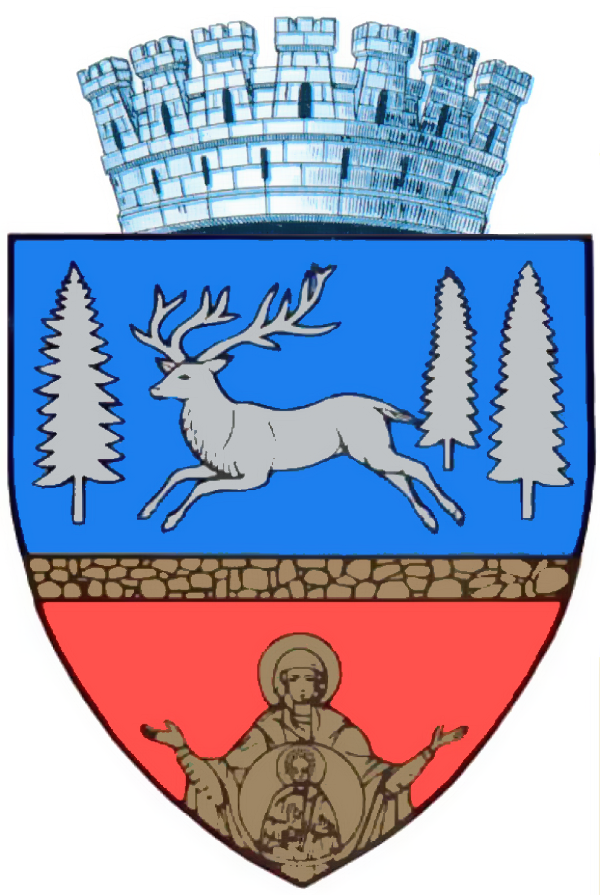
شعار المدينة

باكاو, مدينة شمالي شرقي رومانيا (بالرومانية: Bacău, بالهنغارية: Bákó, بالألمانية: Barchau) ,عاصمة الإقليم الذي يحمل نفس الاسم. تقع على نهر بيستريتسا, عدد سكانها 175.000 نسمة (2002) , وتبلغ مساحة المدينة 60 كم مربع .

## السكان
في عام 1930 وصل عدد سكان المدينة 31138 نسمة (19421 روماني , 822 مجر , 406 ألماني ) .
و في عام 2002 بلغ عدد سكان مدينة باكو 205029 نسمة (173041 روماني , 1605 غجر , 83 ألماني ) .

## الأقتصاد
تعتبر مدينة باكو من المدن الصناعية في أمارة مولدوفا , حيث يوجد مصانع خشب و ورق ومصانع كيميائية ومصانع لقطع الغيار .

## توأمة
لباكاو اتفاقيات توأمة مع كل من:
- بوركينا فاسو
- مانداوي
- Blaj [الإنجليزية]‏
- بتاح تكفا
- تورينو

## أعلام
- كوستل بانتيليمون
- يوليا كوريا
- رونالد جافريل
- غابريلا فيريا
- فاسيلي أليكساندري
- قنسطنطين قنسطنطينيسكو-كلابس